# Nagyatád
Nagyatád város Somogy vármegyében, a Nagyatádi járás székhelye. A „parkok, szobrok és a fürdők városa”.

## Fekvése
A Belső-Somogy déli részén, a Balatontól mintegy 60 kilométerre, a Barcstól Balatonkeresztúrig húzódó 68-as főútvonal mentén, a Rinya-patak partján található. A főút az elmúlt évtizedek során többféle nyomvonalon érintette a várost: az 1970-es években még a centrum irányából Somogyszob felé folytatódott – az a nyomvonal ma Segesdig a 6814-es számozást viseli –, később a főút ezen szakaszát keletebbre helyezték át, azóta Ötvöskónyi területén halad keresztül. Ma már (2019-es állapot szerint) teljesen kikerüli a város lakott területeit: az elkerülő szakasz átadása óta az annak délkeleti kezdőpontjától a belvárosba (majd onnan tovább Berzence és a horvátországi Kapronca irányába) vezető útvonal a 681-es, a centrumból az elkerülő szakasz északi végpontjáig vezető út pedig a 6821-es számozást viseli.
Déli irányból, Babócsa felől a 6807-es út vezet a városba, ez halad keresztül Kivadár és Bodvica településrészeken; a belvárostól délnyugatra fekvő Tarany községbe pedig a 68 104-es út indul innen.
A várost a hazai vasútvonalak közül korábban a Somogyszob–Barcs-vasútvonal szolgálta ki, amely azonban ebben a formában 1976-ban megszűnt, csak a kezdőpontjától idáig tartó 8,6 kilométeres szakaszán maradt meg a forgalom, ez ma a MÁV 38-as számú Nagyatád–Somogyszob-vasútvonala. A vonal utasforgalmi végpontja Nagyatád vasútállomás, a megszűnt vonalszakasz az állomástól délre még Bodvica vasúti megállóhelyéig járható be. Az ebből szakaszból kiágazó saját célú vágányokat (iparvágány) már csak tehervonatok járják rendszeresen.

## Története
Nagyatádot a honfoglalás idején alapította a Horka nevű törzs, de a leletek tanúsága szerint a terület már az ókorban is lakott volt. A település neve a török eredetű ata (atya) szóból származik. Nagyatád első írásos említése 1190-ből való. A korai falu a mai város északi részén, a Kápolna utca környékén települt. Első okleveles említése 1382-ből való, ekkor Populi et cives in villa Athad néven hivatkoztak rá. Erzsébet királyné Segösd vármegyéjének részét képezte.
1382-ben Erzsébet királyné birtoka, később az Anthimi, majd 1405-től a Batthyány családé. Több későbbi tulajdonosa közül utóbbi birtokolta a leghosszabb ideig. 1395-ben a kővágóörsi Kis György tulajdonába került. 1403-ban Anthimi János tulajdonába került. 1475-ben kapott először mezővárosi jogokat – vásárjogot Mátyás királytól. 1475-ben birtokosai Batthyány Boldizsár és Alapi András voltak. 1550-ben Batthyány Kristóf birtokolta. Kedvező fekvésének köszönhetően élénk kereskedelem alakult ki a községben, amely aztán 1555-ben török uralom alá kerülve csaknem teljesen elnéptelenedett. Az 1554-ben kelt török kincstári adójegyzék mindössze 8 házról számolt be. 1565 és 1571-ben már 12 házat írtak össze a török kincstári adójegyzékekben.
A törökök kiűzése után vendekkel és horvátokkal telepítették be újabb gazdái. 1573-ban Czindery Pál tulajdona volt. 1598–99-ben Pethő Kristóf birtoka volt. 1660-ban a pannonhalmi dézsma-váltság jegyzékben Atád és Kis-Atád néven szerepelt, melyek a székesfehérvári őrkanonokság tulajdonába tartoztak. 1697-ben rácok fosztogatták a települést. 1703-ban a kuruc háborúk idején elmenekültek innen a ferences rend tagjai. 1731-ben letelepedtek a ferencesek. Kis-Atád – ahogy akkor nevezték – gyors fejlődésnek indulva 1744-ben ismét kiérdemelte a mezővárosi rangot. Ezután többször cserélt gazdát, végül Lelbach Keresztély lett a földesura. 1870-ben járási és járásbírósági székhely lett, 1871-ben nagyközséggé alakult. Ettől kezdődően szinte töretlennek mondható a városiasodás folyamata: több termelőüzem, üzletek sora, fontos intézmények alakulása jelzi a változást. A település fejlődésében újabb lendületet hozott, hogy 1906-ban artézi kút fúrása közben 410 méter mélységből gyógyvíz tört fel.

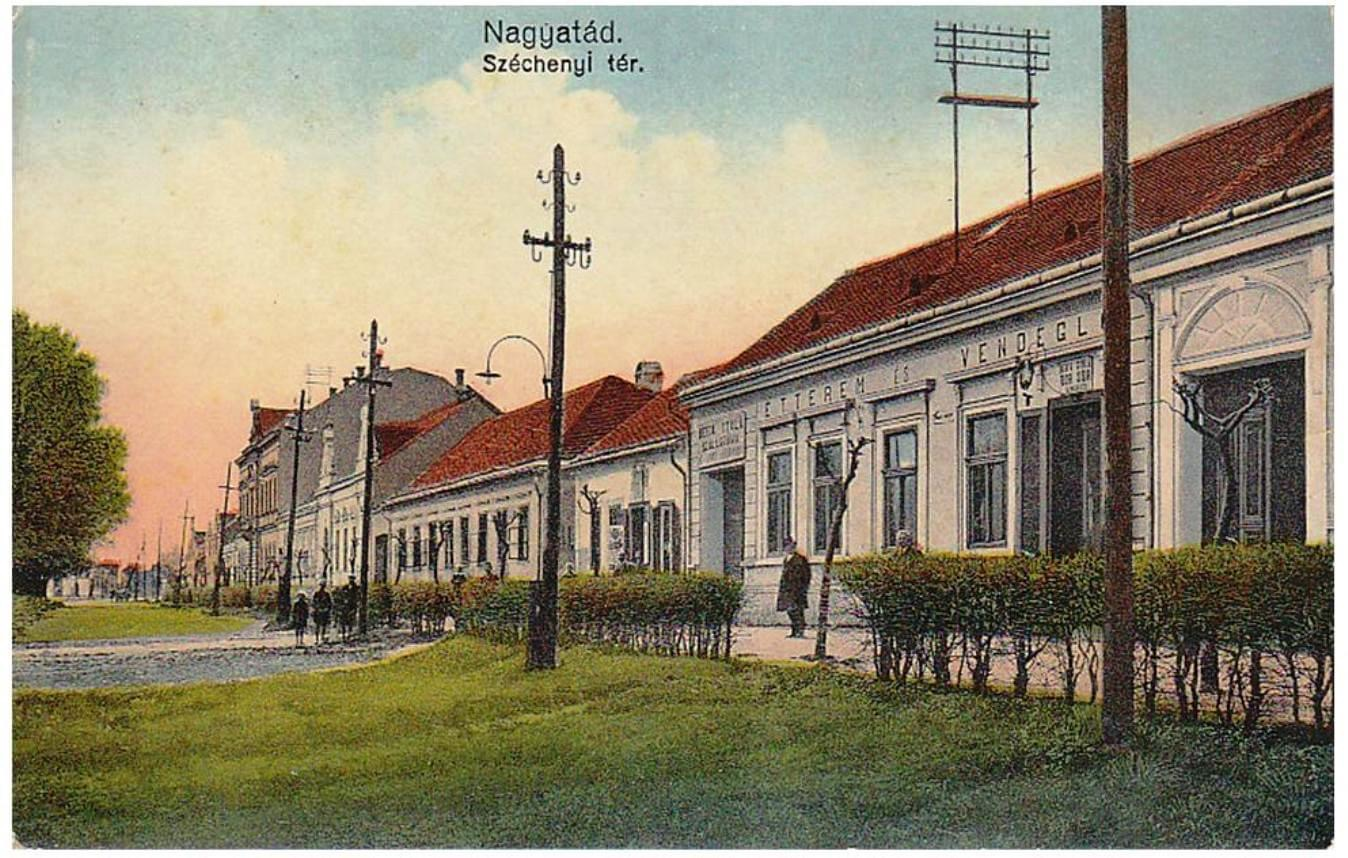
1928, Nagyatád, Széchenyi tér, Benyák János (1875-1942) nyomdász munkája

1874-ben Berta Gábor (Cirák, 1845 – Nagyatád, 1916), a felsőőri Bertha család leszármazottja megnyitotta Arany Bárány nevű éttermét a Széchenyi tér 266. szám alatt. Pár évre rá, 1881. április 14-én a Nagyatádi járás szolgabírája, Tallián Gyula 50 forint pénzbírságot szabott ki Gáborra iparkihágásért, mert a vendéglőben illegálisan, engedély nélkül űzte az ipart egy Orloff Lina nevű hölgy. Az akkor súlyos összegnek számító pénzbüntetést már a másodfokon eljáró alispán, Csépán Antal is hegyben hagyta, ám a tulajdonos nem hagyta magát és felkereste a belügyminisztériumot. Végül mivel 1881 júniusában Prónay József államtitkár felszólítására Somogy vármegye nem tudott bordély- vagy kéjelgésügyi szabályrendeletet bemutatni, ezért az ítéleteket megsemmisítették és vendéglősnek adtak igazat, de tekintélyük megtartása végett 25 forint pénzbírságot azért kiszabtak rá, mert a hölgynek nem volt cselédkönyve. Ezzel a fiaskóval kezdődött a somogyi bordélyügy szabályozásának folyamata. Egy keddi napon, 1912. június 11-én déli 12 órakor az éttermet hatalmas villámcsapás érte, sérülés nem történt, de az ablak- és ajtóvasak megolvadtak. A vendéglőt a családtagok üzemeltették: Gábor felesége pincérnő volt, négy fiuk közül pedig hárman is vendéglősök voltak. Végül kettőjük vitte tovább az éttermet: Viktor (Nagyatád, 1877 – Budapest, 1917) és ifjabb Gábor (Püspökmolnári, 1874 – Nagyatád, 1947), akik 1913. szeptember 19-én átvették, és a közönség kényelme érdekében felújították és új szállószobákkal bővítették ki. Viktor volt az első a településen, aki "hangverseny automatát" rendezett be a helyiségben. Édesapjuk 1916-ban, Viktor pedig 1917-ben hunyt el, így a vendéglőt valószínűleg Gábor, aki szíjgyártómester is volt, és Gyula (Szigetvár, 1872 – Nagyatád, 1934) vitte tovább. 1941 áprilisában végül Gyula özvegye, Klaisz Gizella (Marcali, 1877 – Nagyatád, 1945) újságban kínálta eladásra a berendezéseket a városban.
1941-ben Nagyatádhoz csatolták Bodvica, Henész és Kivadár községeket, ezzel közigazgatási területe közel háromszorosára, népessége pedig közel másfélszeresére nőtt.
A második világháború idején súlyos károkat szenvedett a község a négy hónapig zajló harcok során. A viszonylag gyors újjáépítés után az 1960-as évektől ismét dinamikus, tervszerű településfejlesztés indult meg, melynek elismeréseként 1971. április 25-én ünnepelhette a lakosság a nagyközség várossá nyilvánítását.
1983-ban és 2006-ban Hild-érmet kapott a település.
1984 és 1994 között Nagyatád része volt Ötvöskónyi is.
2015 novemberében készült el a Nagyatádot, Bakházát, Görgeteget, Háromfát, Kutast, Lábodot, Ötvöskónyit, Rinyaszentkirályt, valamint Taranyt érintő szennyvíz-beruházás.

## Gazdaság
A város második legtöbb főt foglalkoztató vállalkozása a magyar tulajdonú, műanyag fröccsöntő- és lemezalakító présszerszámok elemeit, szerszámlapjait gyártó Büttner Kft., ahol 2017-ben 248 főt foglalkoztattak.

## Népesség
A település népességének változása:
| Lakosok száma | 10 921 | 10 761 | 10 212 | 9798 | 9647 | 9508 | 9333 |
|               | 2013   | 2014   | 2018   | 2021 | 2022 | 2023 | 2024 |

A 2011-es népszámlálás során a lakosok 83,9%-a magyarnak, 0,7% németnek, 1,1% cigánynak, 0,6% horvátnak mondta magát (15,8% nem nyilatkozott; a kettős identitások miatt a végösszeg nagyobb lehet 100%-nál). A vallási megoszlás a következő volt: római katolikus 49,3%, református 5,5%, evangélikus 0,8%, görög katolikus 0,2%, felekezet nélküli 15,6% (27,8% nem nyilatkozott).
2022-ben a lakosság 91,6%-a vallotta magát magyarnak, 0,9% cigánynak, 0,9% horvátnak, 0,8% németnek, 0,1-0,1% szerbnek, lengyelnek, ukránnak és románnak, 1,9% egyéb, nem hazai nemzetiségűnek (8,3% nem nyilatkozott; a kettős identitások miatt a végösszeg nagyobb lehet 100%-nál). Vallásuk szerint 40% volt római katolikus, 4,9% református, 0,8% evangélikus, 0,2% görög katolikus, 1% egyéb keresztény, 1,1% egyéb katolikus, 12,6% felekezeten kívüli (39,2% nem válaszolt).

## Közélete

### Polgármesterei
- 1990–1994: Varga Vince[15] (MDF)[16] (1990-ben még a képviselő-testület tagjai, és nem közvetlenül a választópolgárok dönthettek a polgármester személyéről)
- 1994–1998: Ormai István (Nagyatádért Egyesület)[17]
- 1998–2002: Ormai István (Nagyatádért Egyesület)[18]
- 2002–2006: Ormai István (Nagyatádért Egyesület)[19]
- 2006–2010: Ormai István (Nagyatádért Egyesület)[20]
- 2010–2014: Ormai István (Nagyatádért Egyesület)[21]
- 2014–2019: Ormai István (Nagyatádért Egyesület)[22]
- 2019–2024: Ormai István (Nagyatádért Egyesület)[23]
- 2024– : Dr. Ludas László (Fidesz-KDNP)[1]

| 1990–'94    | 1994–'98              | 1998–'02              | 2002–'06              | 2006–'10              | 2010–'14              | 2014–'19              | 2019–'24              | 2024-            |
| ----------- | --------------------- | --------------------- | --------------------- | --------------------- | --------------------- | --------------------- | --------------------- | ---------------- |
| Varga Vince | Ormai István          | Ormai István          | Ormai István          | Ormai István          | Ormai István          | Ormai István          | Ormai István          | Dr. Ludas László |
|             |                       |                       |                       |                       |                       |                       |                       |                  |
| MDF         | Nagyatádért Egyesület | Nagyatádért Egyesület | Nagyatádért Egyesület | Nagyatádért Egyesület | Nagyatádért Egyesület | Nagyatádért Egyesület | Nagyatádért Egyesület | Fidesz-KDNP      |
|             |                       |                       |                       |                       |                       |                       |                       |                  |

## Sportélete
- A település labdarúgócsapata a Nagyatádi FC.
- Minden évben, augusztus elején Nagyatádon rendezik az eXtremeMan Nagyatád hosszú távú triatlonversenyt.

## Nevezetességei
- Ferences kolostor
- Szent Kereszt-plébániatemplom
- Szent Rókus-kápolna
- Mándl-kastély
- Szoborpark
- Nagyatádi Városi Múzeum
- Hadipark
- Nagyatádi Termál- és Gyógyfürdő: a Széchenyi tér parkjában épült létesítmény, 2007-ben újították fel. A fedett térben 32, 38 és 42 fokos vizű gyógymedencék és kádfürdők használhatóak. A gyógyvíz reumatikus, illetve ízületi panaszok kezelésére, törések utáni rehabilitációra, nőgyógyászati problémák gyógyítására szolgál.
- Nagyatádi Városi Termál Strandfürdő és Kemping

## Testvérvárosai
- Kézdivásárhely, Székelyföld
- San Vito al Tagliamento, Olaszország
- Nussloch, Németország
- Kőrös, Horvátország

## Ismert személyek
- Ágoston Vencel (Bodvica, 1895–1946) akvarellfestő, rajztanár
- Ander Balázs (Nagyatád, 1976–) Jobbikos politikus, 2014-től országgyűlési képviselő
- Ángyán József agrármérnök, politikus
- Árvai Péter (Nagyatád, 1989–) színész
- Babay József (Nagyatád, 1898–1956) író, újságíró, a Petőfi Társaság tagja
- Bencsik István (Marcali, 1931–2016) Kossuth-díjas szobrász, a Nemzetközi Faszobrász Alkotótelep alapítója
- Borovics Tamás (Nagyatád, 1974–) színész
- Buváry Lívia (Nagyatád, 1955–2021) színésznő, énekművész
- Czindery Ignácz Ferenc (?–1768) földesúr, Varasd vármegye alispánja, királyi tanácsos
- Dombi Márk (Nagyatád, 1869-1943) ciszterci szerzetes, pedagógus, műfordító
- Dr. Horváth Sándor (Nagyatád, 1884–1956) filozófus, egyetemi tanár, teológus, domonkos rendi pap, tartományfőnök
- Dr. Kiszely László járásbíró, törvényszéki aljegyző, 22 évig a Nagyatádi Járásbíróság vezetője
- Kovacsics Anikó (Nagyatád, 1991. augusztus 29. –) magyar válogatott kézilabdázó, a Ferencváros játékosa
- Kovacsics Péter (Nagyatád, 1994. június 13. –) kézilabdázó, a Ferencváros játékosa
- Kraumann Erik (Kisszeben, 1907–1978) festőművész, tanár
- Kutor Ferenc (1888–1970) zenetanár, karnagy, zeneszerző
- Lelbach Keresztély (1860-1934) 1905-től haláláig a nagyatádi uradalom birtokosa, a Ferences rend kegyura, az evangélikus templom építtetője.
- Mudin Imre (Kétegyháza, 1887–1918) tanár, olimpikon, a súlylökés és a gerelyhajítás sokszoros magyar bajnoka
- Nagyatádi Szabó István (Erdőcsokonya, 1863–1924) politikus, miniszter
- Némedi Árpád (Nagyatád, 1969–) színész
- Dr. Noszlopy Gáspár (1857–1924) ügyvéd, a 48-as függetlenségi párt elnöke
- Pásztory Dóra (1984–) kétszeres paralimpiai bajnok úszó
- Schuch Timuzsin (Nagyatád, 1985. június 5. –) magyar válogatott kézilabdázó, a Ferencváros játékosa
- Sebestyén Ede, Schosberger[25] (1875–1950) magyar író, műfordító, újságíró, lapszerkesztő, zenei szakíró, zenetörténész. Sebestyén Károly testvéröccse.
- Sike Renáta (1978-) kétszeres világbajnoki bronzérmes sportlövő, junior világbajnok
- saárdi gróf Somssich Eszter (1886–1951) földbirtokos, a kivadári gróf Somssich földbirtokos család tagja, Nagyatád jótevője
- saárdi gróf dr. Somssich József (miniszter) (1864–1941) diplomata, külügyminiszter, császári és királyi kamarás
- Szakály Péter (Nagyatád, 1986. augusztus 17. –) magyar válogatott labdarúgó
- Tallián Andor (1864–1940) vármegyei főjegyző, alispán, Nagyatád díszpolgára
- Tilinger Attila (Nagyatád, 1981. december 25. –) énekes, televíziós műsorvezető, zenei producer, újságíró
- Turopoli Géza (1914–1993) magyar tisztviselő, vállalatvezető, országgyűlési képviselő (1947–1949).

## A település az irodalomban
- Érintőlegesen szerepel a település Bödőcs Tibor humorista első regényében, a zalai vidéki helyszínek sokaságát felvillantó Meg se kínáltak című kötetben (a 13. fejezetben).

## Képek

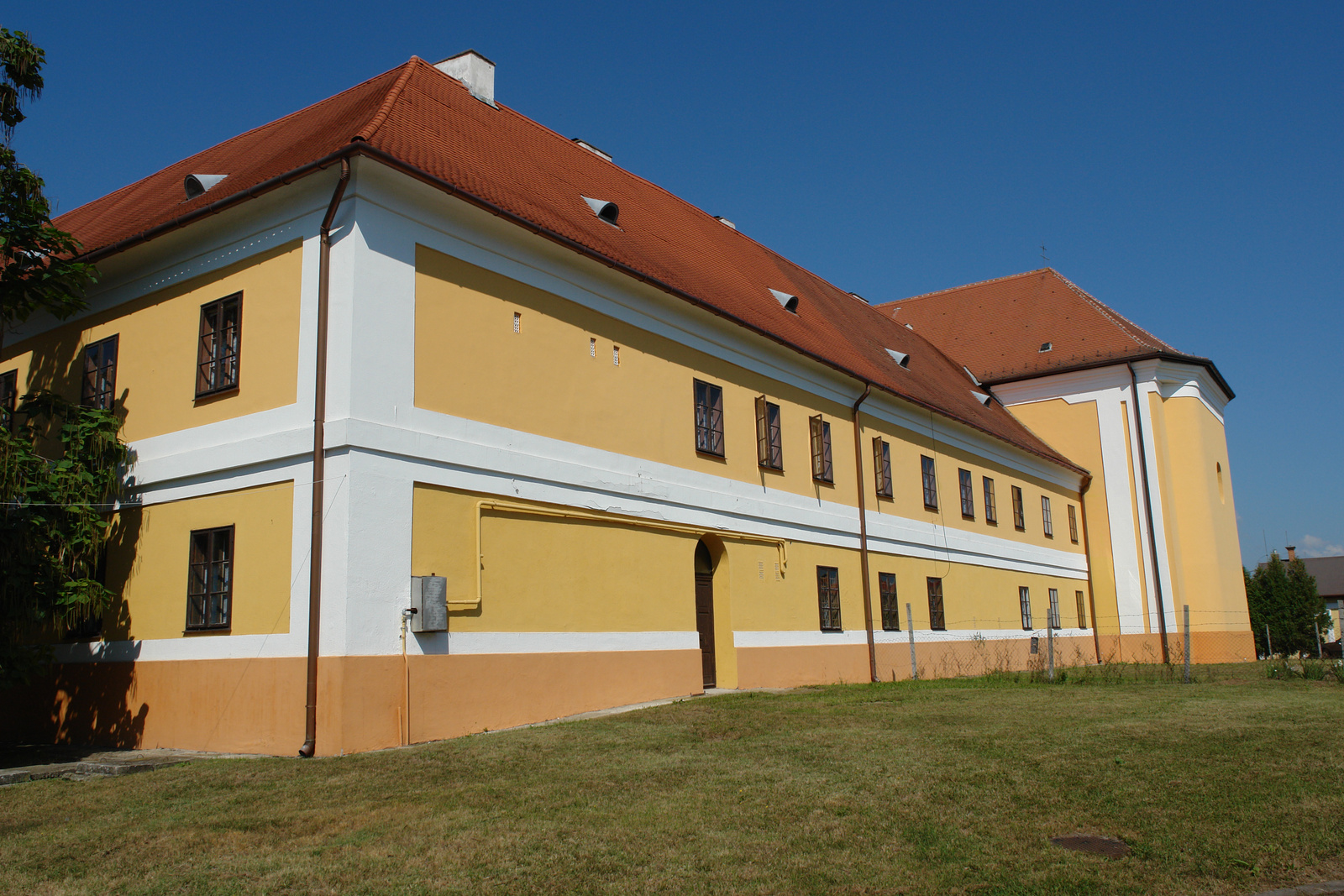
Ferences rendház
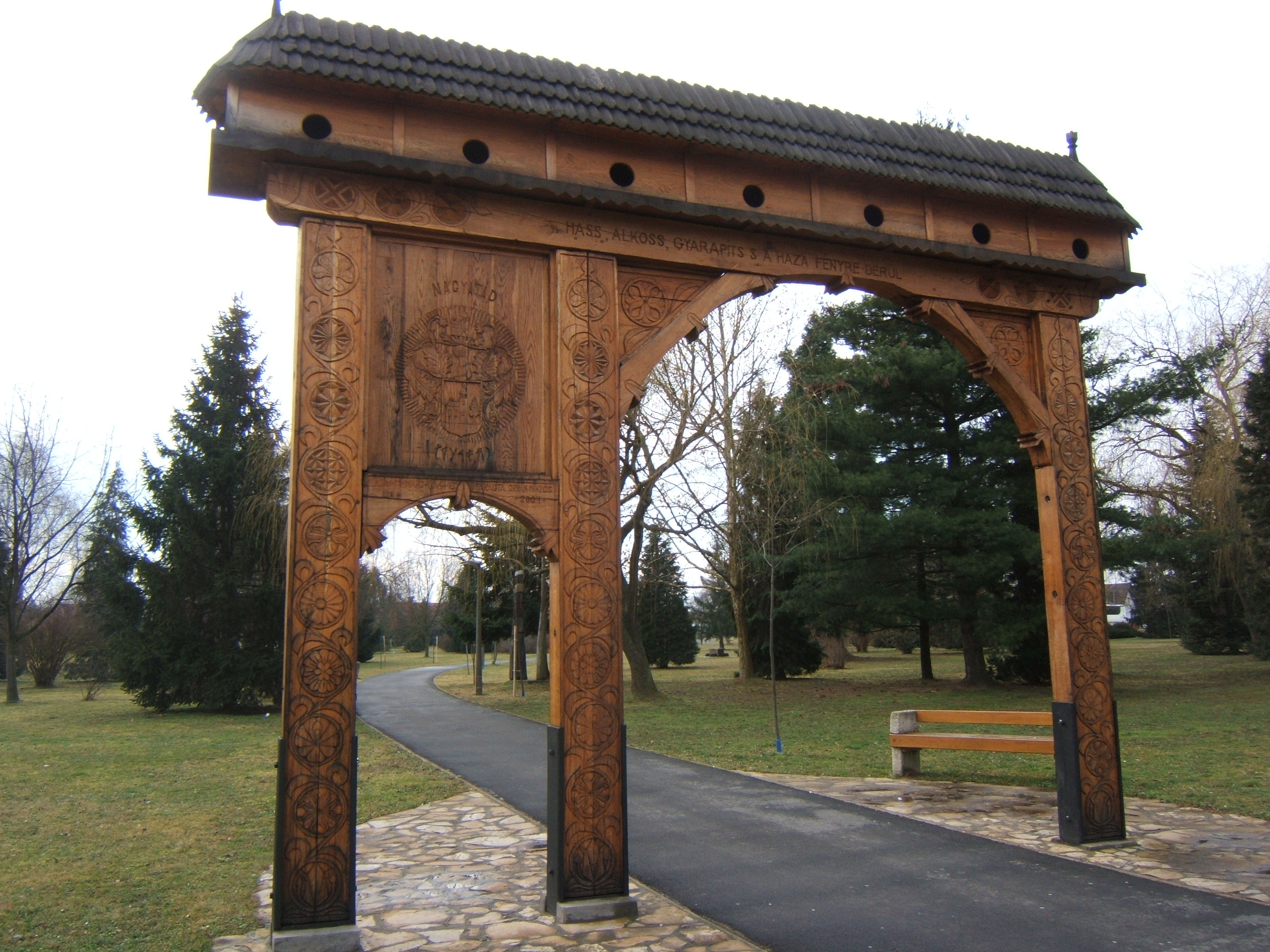
Székelykapu a város egyik parkjában
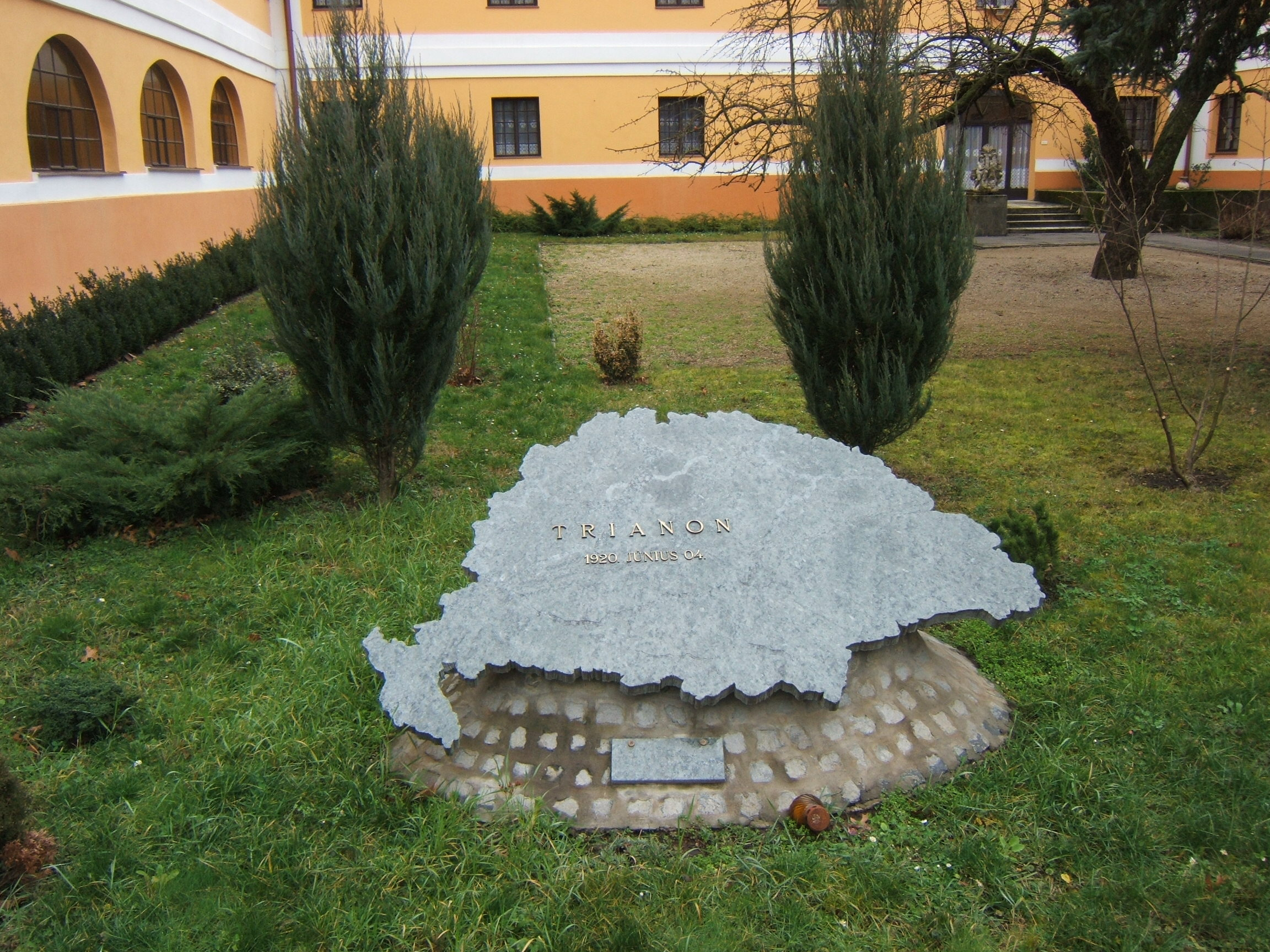
Trianon-emlékmű
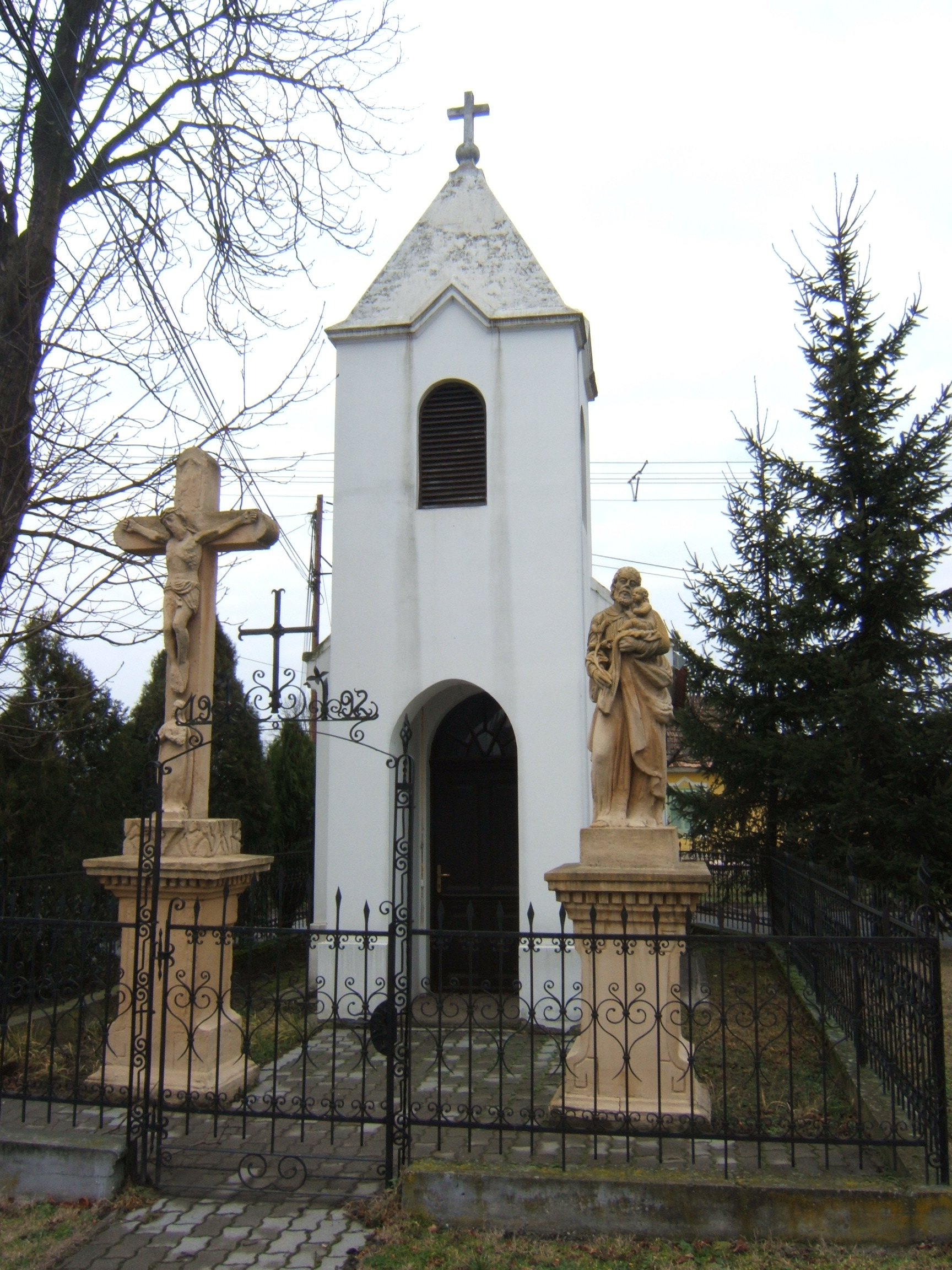
Henészi kápolna
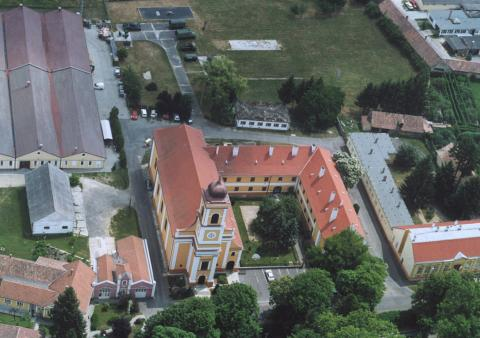
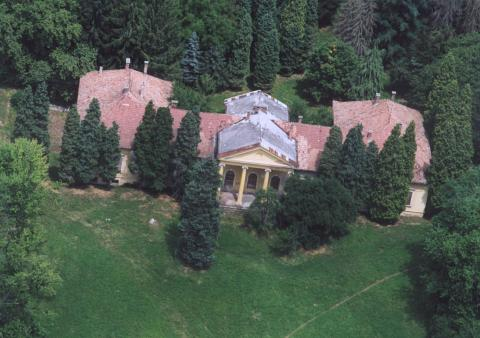
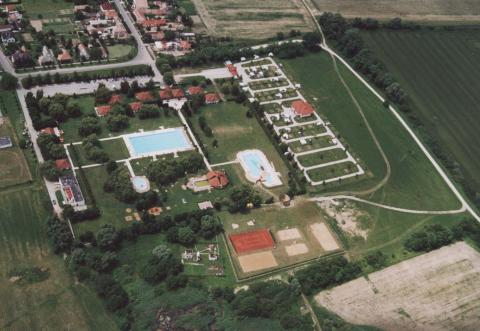